# ナウルの国章

ナウルの国章

ナウルの国章は、独立した1968年にデザインされ、1970年代から使われ始めた。

## デザイン
中央に描かれた盾が中央で分割されている。上半分には、リンの錬金術記号が金色の織物の背景に描かれている。下半分のうち左側には、青い波の上の止まり木に留まる黒いオオグンカンドリが描かれている。下半分のうち右側には、青い背景にシソーラスの花がついた枝が描かれている。盾全体は、セレモニーの際に酋長が身に着けるヤシのロープ、オオグンカンドリの羽毛、サメの歯で囲まれている。盾の上部中央には星が描かれていて、その上のリボンには、ナウル語で島の名前を表すNaoeroという言葉が書かれている。

## 国の標語
盾の下部には、リボンの中に国の標語であるGod's Will First（神意を第一に）という言葉が書かれている。

## 象徴
背景の金色の織物はナウルの人々を、オオグンカンドリは現地の動物相を、リンの錬金術シンボルはリン鉱業を象徴している。